# Ledèrgas
Ledèrgas (en occità Lédergues) és un municipi del departament francès de l'Avairon, a la regió d'Occitània.